# La Cartonnerie
Pour les articles homonymes, voir La Cartonnerie (homonymie).
La Cartonnerie est une salle de concert française située à Reims dans le département de la Marne en région Grand Est.

## Situation
Elle se trouve au 84 rue du Docteur Lemoine, 51100 Reims à l'angle des rues Philippe et du docteur Lemoine dans le quartier centre ville de Reims.

## Présentation
Inaugurée le 25 février 2005 (soirée Playtime avec notamment RZA), La Cartonnerie vient remplacer L'Usine, salle rémoise dédiée au rock indépendant, à la chanson, au hip-hop et aux musiques électroniques de 1987 à 2000. Elle est l'œuvre de Jacques Ripault, elle possède deux salles de concert : le Club de 350 places et la Grande Salle de 1 200 places, mais aussi six studios de répétitions, une salle de formation et un hall d'accueil appelé le Floor proposant bar et restauration les soirs de concert. 
Structure pilote, car première de cette envergure en France (4 niveaux, 4 000 m2 et de très nombreuses missions d'accompagnement artistique, de formation, d'informations et de diffusion), la Cartonnerie est aujourd'hui réputée pour la qualité de son accueil artistique (notamment au niveau de l'équipement technique, du son et des loges).
La Cartonnerie est gérée dans le cadre d'une régie personnalisée (la REMCA, Régie des équipements musiques & cultures actuelles).
Elle est labélisée scène de musiques actuelles par le Ministère de la Culture.

## Programmation
La vitesse de croisière de la Cartonnerie est de 80 à 100 concerts par an pour environ 38 000 spectateurs, avec une programmation propre d'environ 65 % et une ouverture aux associations locales et promoteurs privés. Les deux salles sont équipées en sonorisation, lumières, machinerie scénique et vidéo.
Plus de 200 artistes s’y produisent chaque année, dont un tiers de l’international.
La Cartonnerie a accueilli de nombreux artistes, dans tous les styles (Mickey 3D, Ernesto Puentes, Stromae, The Melvins, Damso, Cœur de pirate, Justice, Jean-Louis Aubert, Cali ou Orelsan. En outre, c'est aussi le lieu d'accueil des Festivals La Magnifique Society, le festival Charabia et le Festival Reims Scènes d'Europe.

## Accompagnement artistique
De très nombreux artistes, qu’ils soient amateurs ou professionnels, locaux, régionaux ou têtes d'affiche nationales Cali, Olivia Ruiz, Birdy Nam Nam, Justice, Superbus bénéficient d’un accompagnement de leur pratique musicale, à travers des journées de résidence scénique, des enregistrements de disques. Les artistes peuvent ainsi répéter soit sur les scènes de la Cartonnerie, mais aussi dans les 6 studios de répétition. Du matériel de sonorisation est à disposition des musiciens et des instruments peuvent être loués (amplis guitare et basse, batterie, clavier, platines DJ, ordinateurs, …).
Les artistes peuvent être suivis par des dispositifs d'accompagnement tels que le Carto Cru, Carto Blaster ou le dispositif répétition.

## Création
La Cartonnerie est aussi un soutien pour les artistes en création. En 2007, créations de Magma Collectif MU, Test Tône TÔ, Tne New Rose, Vincent Courtois, Opus pour un autre temps Mimi Lorenzini.

## Action culturelle
La Cartonnerie mène des actions en direction des scolaires, des jeunes des quartiers, organise des concerts à la maison d’arrêt de Reims. 

## Communication
La Cartonnerie dispose d’un site internet (www.cartonnerie.fr), de réseaux sociaux (Instagram, Facebook, Tiktok, Twitter) et de différents supports (flyers, affiches artistes ou récapitulatives…).

## L'équipe
Voici une petite liste des membres de l'équipe de la Cartonnerie :
- Directeur  : Lucas Vionnet
- Administratrice : Élodie Lepage
- Technique : Jérémie Valensi
- Communication : Lisa Van Reeth
- Accompagnement artistique : Guillaume Gonthier
- Régisseurs des studios : Thomas Dupuis et Jules Vuiblet
- Chargée de production : Élodie "Lola" Marchal

## Influences
Le principe novateur de la Cartonnerie a donné naissance à d'autres salles, parmi lesquelles :
- L'Autre Canal (Nancy)
- La Carène (Brest)
- Le Fil (Saint-Étienne)